# Граф Сазерленд
Граф Сазерленд — наследственный титул пэрства Шотландии. Графский титул был создан королём Шотландии Александром II около 1230 года для Уильяма де Моравиа. Граф Сазерленд также является главой клана Сазерленд.

## История
Первые графы Сазерленда носили фамилию «де Моравиа», хотя иногда использовали фамилию «Сазерленд», взятую из их наследственного титула. Фамилия «де Моравиа» (de Moravia — «Морей» или «Мюррей»). Род де Моравиа, графа Сазерленд и вожди клана Сазерленд, по отцовской линии находились в родстве с вождями клана Мюррей, которые носили титул графов, а впоследствии герцогов Атолла. Однако де Моравия Сазерленд являлись старшей линией семьи.
Элизабет де Моравиа, 10-я графиня Сазерленд (ум. 1535), вышла замуж за Адама Гордона, младшего сына Джорджа Гордона, 2-го графа Хантли, вождя клана Гордон. Их старший сын Александр Гордон, мастер Сазерленд (ок. 1505—1530), титулярный граф Сазерленд (с 1527 года), стал родоначальником ряда последующих графов Сазерленд, который использовали фамилию Гордон. В 1766 году после смерти Уильяма Гордона, 18-го графа Сазерленда (1735—1766), не оставившего сыновей, титул графини Сазерленд унаследовала его дочь Элизабет Гордон (1765—1839).
В 1785 году Элизабет Гордон, 19-я графиня Сазерленд, вышла замуж за лорда Джорджа Левесона-Гоуэра (1758—1833), который унаследовал от своего отца в 1803 году титул 2-го маркиза Стаффорда. Джордж Левесон-Гоуэр унаследовал обширные владения и богатства от своего отца, Гренвиля Левесон-Гоуэра, 1-го маркиза Стаффорда (1721—1803), и дяди по материнской линии, Фрэнсиса Эгертона, 2-го герцога Бриджуотера (1736—1803), а также собственность своей жены Элизабет Сазерленд. В 1833 году Джордж Левесон-Гоуэр получил титул 1-го герцога Сазерленда.
Их старший сын Джордж Левесон-Гоуэр (1786—1861) унаследовал от матери титул графа Сазерленда, а после смерти отца — герцога Сазерленда. Его наследники владели двумя титулами до смерти Джорджа Гренвиля Сазерленда-Левесона-Гоуэра, 5-го герцога Сазерленда в 1963 году. Титул герцога Сазерленда унаследовал его дальний родственник Джон Сазерленд Эгертон, 5-й граф Элсмир (1915—2000). Графский титул унаследовала Элизабет Миллисент Сазерленд-Левесон-Гоуэр (1921—2019), дочь лорда Алистера Сазерленда-Левесона-Гоуэра (1890—1921), сына 4-го герцога Сазерленда, и племянника 5-го герцога Сазерленда.
По состоянию на 2025 год, обладателем графского титула является её сын, Аластер Чарльз Сент-Клэр Сазерленд, 25-й граф Сазерленд (род. 1947), сменивший мать в 2019 году.
Вспомогательный титул графа Сазерленда: лорд Стратнавер (создан в 1230 году) используется как титул учтивости старшим сыном и наследником графа или графини Сазерленд.
Родовая резиденция — замок Данробин в деревне Голспи (графство Сазерленд в Шотландии).

## Предки графов Сазерленд
Источники дают разные сведения насчет предков графов Сазерленд. Общепринятая родословная сообщает о том, что Уильям де Моравиа (Уильям Сазерленд), 1-й граф Сазерленд (ум. 1284) был сыном Хью де Моравиа, который в свою очередь являлся внуком фламандского рыцаря Фрескина, современника шотландского короля Давида I. Сэр Роберт Гордон, 1-й баронет (1580—1656), историк дворянского дома Сазерленд, заявлял, что Уильям де Моравиа, 1-й граф Сазерленд (ум. 1284) был сыном Хью, графа Сазерленда, который имел прозвище «Фрескин», который в свою очередь был сыном Роберта Сазерленда (графа Сазерленда и основателя замка Данробин), который был сыном Уолтера Саузерленда (графа Сазерленда), сына Алана Саузерленда, тана Сазерленда.

## Графы Сазерленд (пэрство Шотландии)

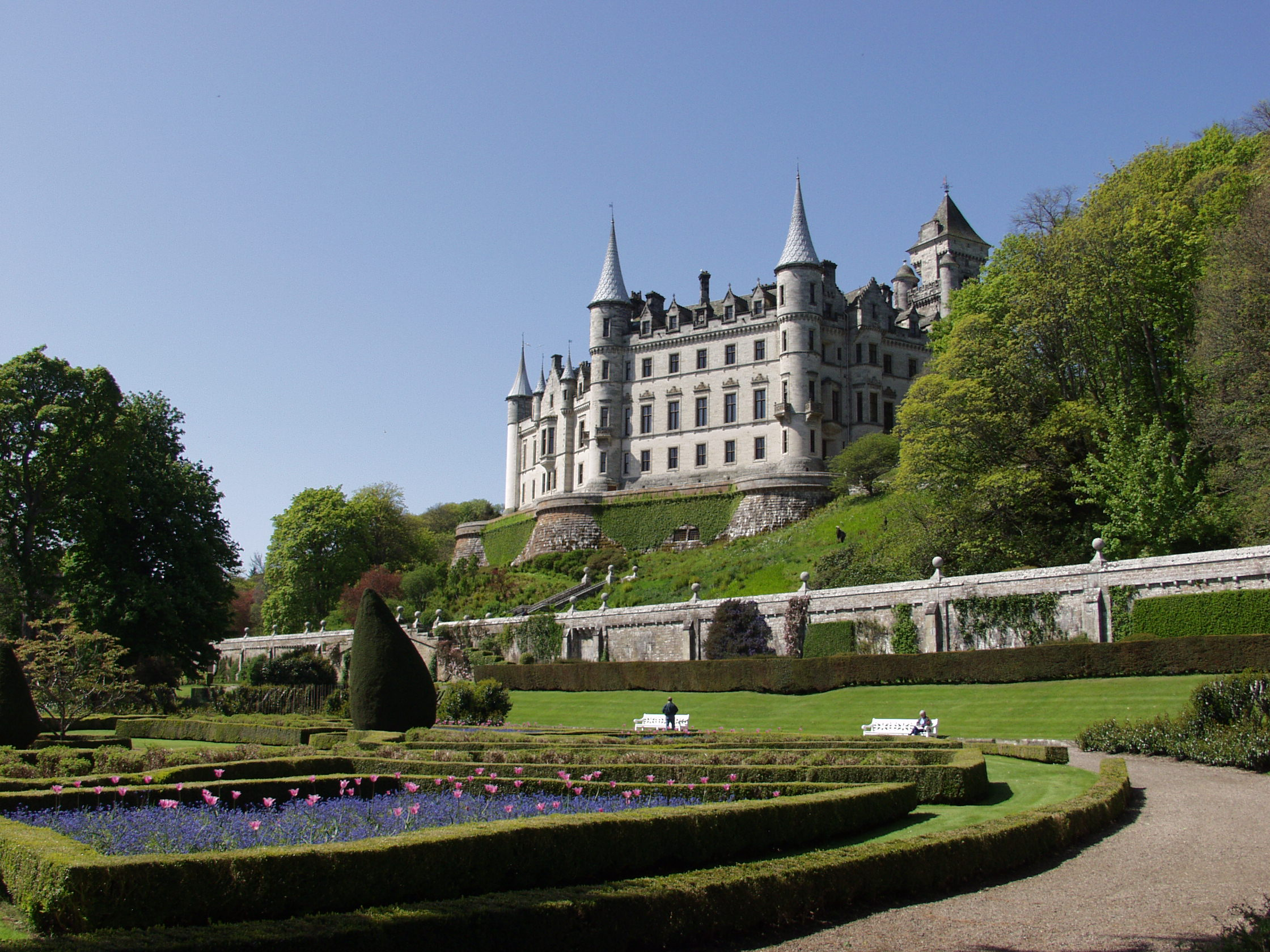
Замок Данробин, резиденция графов и графинь Сазерленд

- 1230—1284: Уильям де Моравия, 1-й граф Сазерленд (Уильям Сазерленд) (ок. 1210—1284), сын Хью Фрескина из Морея, лорда Даффуса;
- 1284—1307: Уильям де Моравия, 2-й граф Сазерленд (Уильям Сазерленд) (ок. 1235—1307), старший сын и преемник предыдущего;
- 1307—1330: Уильям де Моравия, 3-й граф Сазерленд (Уильям Сазерленд) (ум. 1330), старший сын 2-го графа Сазерленда;
- 1330—1333: Кеннет де Моравия, 4-й граф Сазерленд (Кеннет Сазерленд) (ок 1270—1333), младший (второй) сын 2-го графа Сазерленда;
- 1333—1370: Уильям де Моравия, 5-й граф Сазерленд (Уильям Сазерленд) (ок. 1312—1370), старший сын предыдущего;
- 1370—1427: Роберт де Моравия, 6-й граф Сазерленд (Роберт Сазерленд) (ок. 1350—1427), старший сын 5-го графа Сазерленда;
- 1427—1460: Джон де Моравия, 7-й граф Сазерленд (Джон Сазерленд) (ок. 1390—1460), единственный сын предыдущего;
- 1460—1508: Джон де Моравия, 8-й граф Сазерленд (Джон Сазерленд) (1435—1508), сын 7-го графа Сазерленда;
- 1508—1514: Джон де Моравия, 9-й граф Сазерленд (Джон Сазерленд) (ум. 1514), старший сын предыдущего;
- 1514—1535: Элизабет де Моравия, 10-я графиня Сазерленд (Элизабет Сазерленд) (1470—1535), дочь 8-го графа Сазерленда, муж Адам Гордон (1474—1538), лорд Абойн, младший сын Джорджа Гордона, 2-й граф Хантли;
  - Александр Гордон, мастер Сазерленд (ок. 1505—1530), титулярный граф Сазерленд (1527—1530), старший сын Адама Гордона и Элизабет Сазерленд;
- 1546—1567: Джон Гордон, 11-й граф Сазерленд (ок. 1526—1567), старший сын Александра Гордона, мастера Сазерленда, и Джанет Стюарт (дочери 2-го графа Атолла), внук Джона де Моравиа, 8-го графа Сазерленда;
- 1567—1594: Александр Гордон, 12-й граф Сазерленд (ок. 1552—1594), второй сын предыдущего;
- 1594—1615: Джон Гордон, 13-й граф Сазерленд (1576—1615), старший сын 12-го графа Сазерленда;
- 1615—1679: Джон Гордон, 14-й граф Сазерленд (1609—1679), второй сын предыдущего;
- 1679—1703: Джордж Гордон, 15-й граф Сазерленд (1633—1703), второй сын 14-го графа Сазерленда;
- 1703—1733: Джон Гордон, 16-й граф Сазерленд (1661—1733) (изменил фамилию Гордон на Сазерленд), единственный сын 15-го графа Сазерленда;
  - Уильям Гордон, лорд Стратнавер (1683—1720), единственный сын 16-го графа Сазерленда;
- 1733—1750: Уильям Сазерленд, 17-й граф Сазерленд (1708—1750), второй сын Уильяма Гордона, лорда Стратнавера, внук 16-го графа Сазерленда;
- 1750—1766: Уильям Сазерленд, 18-й граф Сазерленд (1735—1766), единственный сын 17-го графа Сазерленда;
- 1766—1839: Элизабет Левесон-Гоуэр, 19-я графиня Сазерленд (1765—1839), младшая (вторая) дочь 18-го графа Сазерленда;
- 1839—1861: Джордж Гренвиль Сазерленд-Левесон-Гоуэр, 2-й герцог Сазерленд, 20-й граф Сазерленд (1786—1861), старший сын 19-й графини Сазерленд;
- 1861—1892: Джордж Гренвиль Уильям Сазерленд-Левесон-Гоуэр, 3-й герцог Сазерленд, 21-й граф Сазерленд (1828—1892), старший сын предыдущего;
- 1892—1913: Кромарти Сазерленд-Левесон-Гоуэр, 4-й герцог Сазерленд, 22-й граф Сазерленд (1851—1913), второй сын 3-го герцога Сазерленда и 21-го графа Сазерленда;
- 1913—1963: Джордж Гренвиль Сазерленд-Левесон-Гоуэр, 5-й герцог Сазерленд, 23-й граф Сазерленд (1888—1963), старший сын предыдущего;
- 1963—2019: Элизабет Миллисент Сазерленд, 24-я графиня Сазерленд (30 апреля 1921 — 9 декабря 2019), единственная дочь лорда Аластера Сент-Клэра Левесон-Гоуэра (1890—1921) и племянница 5-го герцога Сазерленда;
- с 2019: Аластер Чарльз Сент-Клэр Сазерленд, 25-й граф Сазерленд (род. 7 января 1947), старший сын Элизабет Сазерленд, 24-й графини Сазерленд и Чарльза Ноэля Янсона (1917—2006);
  - Наследник: Александр Чарльз Роберт Сазерленд, лорд Стратнавер (род. 1 октября 1981), единственный сын 25-го графа и внук 24-й графини Сазерленд.